# Atopodentatus
Atopodentatus unicus
Genre
Espèce
Atopodentatus est un genre éteint de reptiles marins, considéré comme un sauroptérygien basal. Il a été découvert dans le sud-ouest de la Chine dans le xian de Luoping de  la province du Yunnan, dans des sédiments datés du début du Trias moyen (Anisien), soit d'environ 246,7 à 241,464 ± 0,28 Ma (millions d'années).
Une seule espèce est rattachée au genre : Atopodentatus unicus.

## Étymologie
Sa denture très particulière est à l'origine de son nom qui signifie « dentition atypique unique » à partir du grec ancien atopos (άτοπος), (« extravagant », « qui n'est pas à sa place »), combiné avec le latin dentatus (« denté »). Le nom spécifique unicus souligne l'originalité de la morphologie du reptile,.

## Description
Un squelette post-crânien de cet animal et un crâne mal conservé (écrasé et déformé) ont été découverts et décrits en 2014. Atopodentatus a une longueur de 3 mètres avec un corps allongé, un cou court, des membres et des hanches robustes. Sa morphologie suggère une vie semi-aquatique. Ce sauroptérygien avait été alors considéré alors comme carnivore de type microphage suspensivore.
Cependant, la découverte d'autres fossiles avec des éléments de crânes plus complets et mieux conservés en 2016 ont permis de préciser la morphologie de son crâne et, en particulier, de sa denture. Son crâne et ses mâchoires montrent des formes très singulières, en forme de « marteau » pour le premier et de « pelle » pour ses mâchoires qui semblent se fermer comme une « fermeture Éclair ».
Les bords antérieurs, longs et rectilignes, des mâchoires supérieure et inférieure étaient garnis de dents en forme de ciseaux, tandis que 
le reste des mâchoires portait des dents en forme d'aiguilles formant un maillage. Les auteurs en concluent qu'Atopodentatus grattait et arrachait les algues du substrat sous-marin qui ensuite étaient filtrées par les mailles des dents postérieures. La revue National Geographic le compare de façon ironique à une « tondeuse à gazon sous-marine ».
À la différence de la plupart des reptiles marins qui sont omnivores ou carnivores, Atopodentatus est donc un herbivore.
Cette adaptation remarquable qui intervient environ 6 Ma (millions d'années) après la grande extinction de la fin du Permien avait été soulignée comme une preuve d'une bio-diversification rapide, à l'échelle géologique, des faunes au début du Trias. Ce rétablissement « rapide » des faunes a depuis été confirmé par la découverte de fossiles diversifiés dans le biote de Paris (Idaho) aux États-Unis, dès l'Olénékien moyen (~ 250,6 Ma), c'est-à-dire seulement environ 1,5 Ma après la grande extinction,.
Atopodentatus est le second reptile marin herbivore identifié dans le Mésozoïque après le sphénodonte Ankylosphenodon du Crétacé inférieur.
C'est le plus ancien reptile marin herbivore connu.